# سيرجيو ريس
سيرجيو ريس (بالبرتغالية: Sérgio Reis‏) هو مغني وسياسي برازيلي، ولد في 23 يونيو 1940 في ساو باولو في البرازيل. حزبياً، نشط في Republicans (Brazil) ‏. وقد انتخب عضو مجلس النواب البرازيلي ‏ عن دائرة São Paulo ‏ وقد انضم خلال فترته النيابية ‏  للكتلة البرلمانية Republicans (Brazil) ‏.

## وصلات خارجية
- سيرجيو ريس على موقع IMDb (الإنجليزية)
- سيرجيو ريس على موقع ميوزك برينز (الإنجليزية)
- سيرجيو ريس على موقع ديسكوغز (الإنجليزية)
- سيرجيو ريس على موقع ليتربوكسد (الإنجليزية)

- الموقع الرسمي